# Christopher Clark (historicus)
Christopher Clark (Sydney, 14 maart 1960) is een Australisch geschiedkundige, auteur en hoogleraar moderne Europese geschiedenis aan de Universiteit van Cambridge.

## Studies
Clark volgde van 1972 tot 1978 secundair onderwijs aan de Sydney Grammar School. Van 1979 tot 1985 studeerde hij geschiedenis aan de Universiteit van Sydney en van 1985 tot 1987 aan de Vrije Universiteit Berlijn. In 1989 doctoreerde Clark aan de universiteit van Cambridge met een proefschrift over de joods-protestantse relaties in het 18- en 19-eeuwse Pruisen.

## Beroepsleven
Clark werd in 1990 fellow bij het St Catharine's College van de Universiteit van Cambridge en in 1992 werd hij bij dat zelfde college docent. Sinds 2008 is Clark hoogleraar moderne Europese geschiedenis. Hij bekleedt er sinds 2014 de leerstoel Regius Professor of History.
Clark was aanvankelijk vooral geïnteresseerd in de geschiedenis van Pruisen en dan voornamelijk in het piëtisme, jodendom en de Kulturkampf. Gaandeweg verbreedde zijn interesse zich van Pruisen en de relatie tussen religie en staat naar de moderne geschiedenis van Europa. Clark schreef talloze artikels en essays, en boeken over onder meer keizer Willem II, het revolutiejaar 1848 en de Eerste Wereldoorlog. Hij werkte ook mee aan een aantal geschiedkundige boekenreeksen en aan verscheidene televisiedocumentaires.
Clark is fellow van de Australian Academy of the Humanities, British Academy en lid van verscheidene geschiedkundige verenigingen en instituten. 

## Privéleven
Clark verblijft in het Verenigd Koninkrijk en Duitsland. Hij is gehuwd met Nina Lübbren. Ze hebben twee zonen.

## Erkenning
Voor zijn werk ontving Clark talloze prijzen en onderscheidingen. In 2015 werd hij voor zijn dienst aan de Brits-Duitse relaties opgenomen in de Britse Orde van het Bad en in 2022 voor zijn academisch werk in de Duitse Orde van Verdienste van de Bondsrepubliek Duitsland.